# Christopher Andrewes

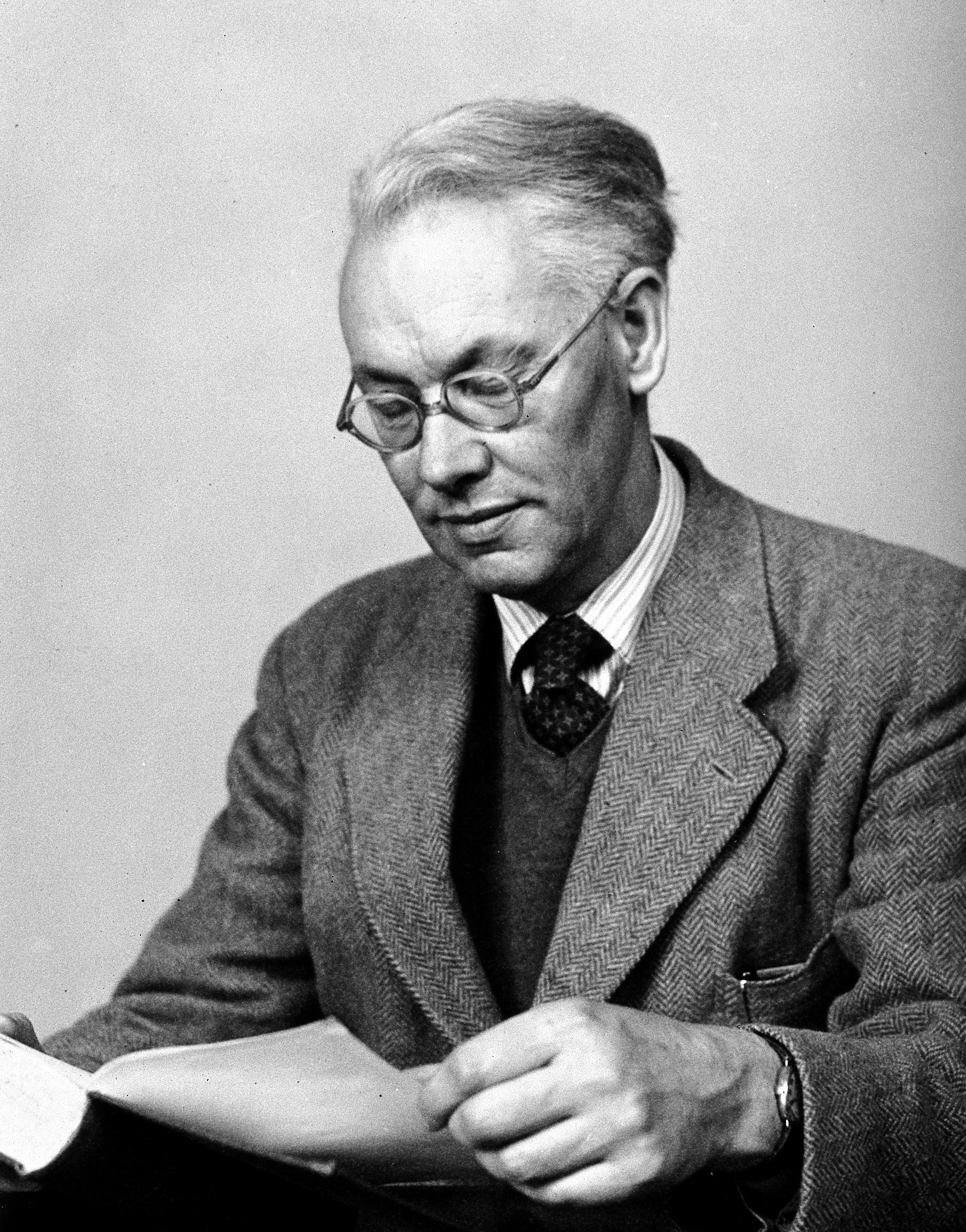
Christopher Andrewes

Sir Christopher Howard Andrewes (* 7. Juni 1896 in London; † 31. Dezember 1988 in Wiltshire) war ein britischer Virologe.

## Leben
Andrewes ging nach zwei Jahren am Rockefeller Institute in New York City 1927 ans Medical Research Council (National Institute of Medical Research) in Hampstead im Norden Londons, wo er über Tumorviren bei Tieren forschte.
Andrewes war an der Entdeckung des Influenzavirus beteiligt. 1933 übertrug er mit seinen Kollegen Patrick Laidlaw und Wilson Smith das menschliche Grippevirus auf Frettchen. In mehrjähriger Arbeit von 1946 bis etwa 1960 setzte er mit Kollegen die Arbeit zur Isolierung des Grippevirus fort. Außerdem isolierten sie um 1960 mehrere der Viren, die für gewöhnliche Erkältungskrankheiten zuständig sind. Ab 1952 war er Deputy Director des National Institute of Medical Research. 1961 ging er in den Ruhestand.
Andrewes war Fellow der Royal Society (1939), Fellow des Royal College of Physicians (FRCP) und des Royal College of Pathologists. 1951 erhielt er die Leeuwenhoek-Medaille der Royal Society, 1964 den Howard Taylor Ricketts Award und 1979 die Robert-Koch-Medaille. 1955 wurde er Mitglied der American Philosophical Society und 1964 auswärtiges Mitglied der National Academy of Sciences. 1961 wurde er als Knight Bachelor geadelt.
Er war Hobby-Entomologe. Andrewes war verheiratet und hatte drei Kinder.

## Schriften
- The natural history of viruses, W.W.Norton 1967